# 伊林 (物理學家)
伊林（1951年4月19日—），台灣台北人，物理學家，中央研究院院士，現任教於國立中央大學物理系。是研究電漿的專家。

## 經歷
伊林生於1951年4月19日，其名字是取自父母的姓氏，父親伊文柱與母親林翠釵都是教師，來自福建省仙遊縣。1973年畢業於國立中央大學物理系，是該系在台復建後第二屆畢業生。1981年獲得羅格斯大學物理學博士學位。畢業後曾在Materials Research Corporation任職。1983年回台灣後進入國立中央大學物理系任教至今。並曾擔任國立中央大學物理系系主任、國科會物理學門審議委員、諮議委員、召集人、歐洲太空總署太空微粒電漿計畫諮詢委員、國科會自然處處長等職務。

## 研究
伊林的研究領域有統計物理、流體物理、電漿物理、生物物理、凝體物理、非線性動力學、電漿製程、薄膜與微奈米技術。世界首次證實「電漿晶格」的存在就是1993年時由伊林的實驗室證明。該篇論文《Direct observation of Coulomb crystals and liquids in strongly coupled rf dusty plasmas》至今已被引用超過一千八百次。

## 榮譽
- 國科會優等獎（兩次）
- 國科會傑出獎（三次）
- 亞洲傑出成就獎/ 世界華人物理學會頒贈
- 中華民國物理學會會士
- 教育部學術獎
- 國科會特約研究獎
- ISI 經典論文引述獎
- 教育部國家講座
- 美國物理學會會士
- 中央研究院院士

## 外部連結
- 中央大學物理系專任師資 伊林 （页面存档备份，存于）
- 院士專題-伊林》熱擾動 電漿微粒亂中有序
- 新大陸的探險家─伊林
- 恭賀！物理系伊林教授 榮膺第27屆中研院院士
- 伊林所屬複雜系統實驗室首頁 （页面存档备份，存于）